# Волович, Павел
Павел Волович (? — 6 марта 1630) — государственный деятель Великого княжества Литовского, гродненский подкоморий (1600—1615), городничий (1601—1623) и староста (с 1615 года), подскарбий надворный литовский (1619—1630).

## Биография
Представитель литовского магнатского рода Воловичей герба «Богория». Сын маршалка гродненского Ивана Ивановича Воловича от второго брака с Анной Копец. Братья — подстароста жемайтский Андрей и епископ виленский Евстафий.
В 1600 году при поддержке Николая Радзивилла «Сиротки» Павел Волович получил должность подкомория гродненского. В 1601 году стал городничим гродненским, а с 1615 года — старостой. В 1619 году Павел Волович получил должность подскарбия надворного литовского.
В 1597 году был избран послом на сейм, дважды избирался депутатом литовского трибунала (1599 и 1602).

## Семья
Был женат на Софии Ходкевич, дочери каштеляна виленского Иеронима Ходкевича (1560—1617) от первого брака с Богданой Александрой Полубинской. Дети:
- Казимир Евстафий Волович, стольник великий литовский
- Андрей Волович, иезуит, ректор Виленской академии.